# Дисней, Рой Оливер
Рой О́ливер Дисне́й (англ. Roy Oliver Disney [ˈdɪzni]; 24 июня 1893 года — 20 декабря 1971 года) — американский банкир и предприниматель, кинопродюсер. Вместе со своим младшим братом Уолтом Диснеем основал компанию, которая сейчас называется The Walt Disney Company. Рой занимал пост генерального директора (1929—1971) и президента компании (1945—1971).

## Биография
Рой родился в семье Элайаса Диснея и Флоры Колл в городе Чикаго (штат Иллинойс). В апреле 1925 года женился на Эдне Фрэнсис, и от этого брака 10 января 1930 года у него родился сын Рой Эдвард Дисней.
Уолт был творческим гением, в то время как Рой был тем, кто уверенно сделал компанию финансово стабильной. После смерти Уолта Рой позаботился о том, чтобы Disney World был достроен и переименован в Walt Disney World, чтобы увековечить имя брата. Рой ушёл на пенсию после окончательного открытия Walt Disney World в октябре 1971 года. Через два месяца Рой умер от инсульта в возрасте 78 лет.
Статуя Роя Оливера Диснея, сидящего на скамейке рядом с Минни Маус, находится на городской площади в Сказочном королевстве.
Его сын, Рой Эдвард Дисней, являлся директором The Walt Disney Company и входил в число 400 самых богатых людей США и в списки миллиардеров в 2004, 2005 и 2006 годах.